# Sacramento (Nuovo Messico)
Sacramento è un census-designated place (CDP) degli Stati Uniti d'America della contea di Otero nello Stato del Nuovo Messico. La popolazione era di 58 abitanti al censimento del 2010. Sacramento ha un ufficio postale con ZIP code 88347. La New Mexico State Road 521 passa attraverso la comunità.

## Geografia fisica
Secondo lo United States Census Bureau, il CDP ha una superficie totale di 16,96 km², dei quali 16,96 km² di territorio e 0 km² di acque interne (0,02% del totale).

## Società

### Evoluzione demografica
Secondo il censimento del 2010, la popolazione era di 58 abitanti.

### Etnie e minoranze straniere
Secondo il censimento del 2010, la composizione etnica del CDP era formata dal 91,38% di bianchi, l'1,72% di afroamericani, lo 0% di nativi americani, lo 0% di asiatici, lo 0% di oceanici, lo 0% di altre etnie, e il 6,9% di due o più etnie. Ispanici o latinos di qualunque etnia erano l'8,62% della popolazione.